# Luffa operculata

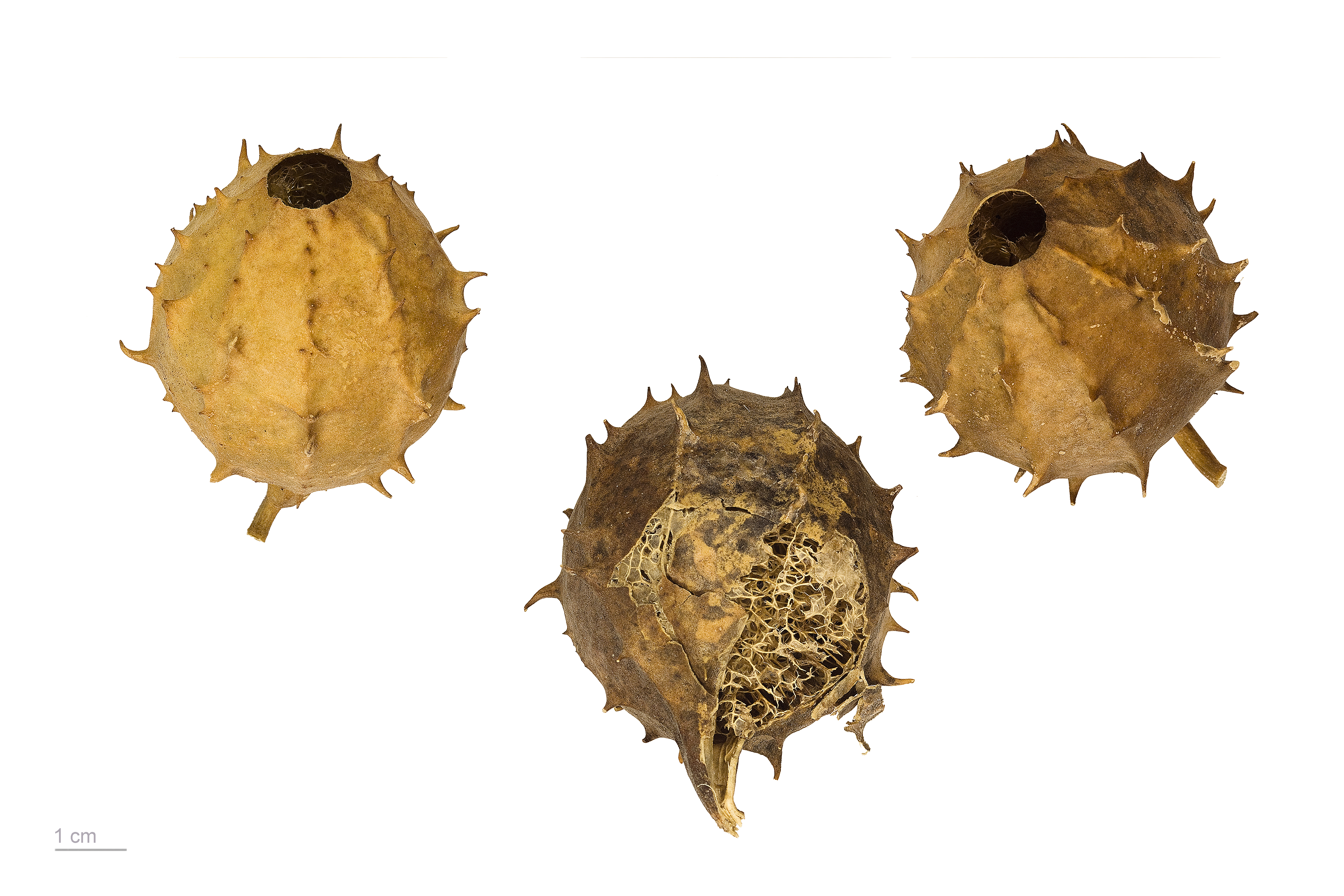
Luffa operculata - MHNT

Luffa operculata (tên thông thường, Mướp dại hay mướp xơ trong tiếng Việt) là một loài thực vật có hoa trong họ Cucurbitaceae. Loài này được (L.) Cogn. mô tả khoa học đầu tiên năm 1878.

## Hình ảnh

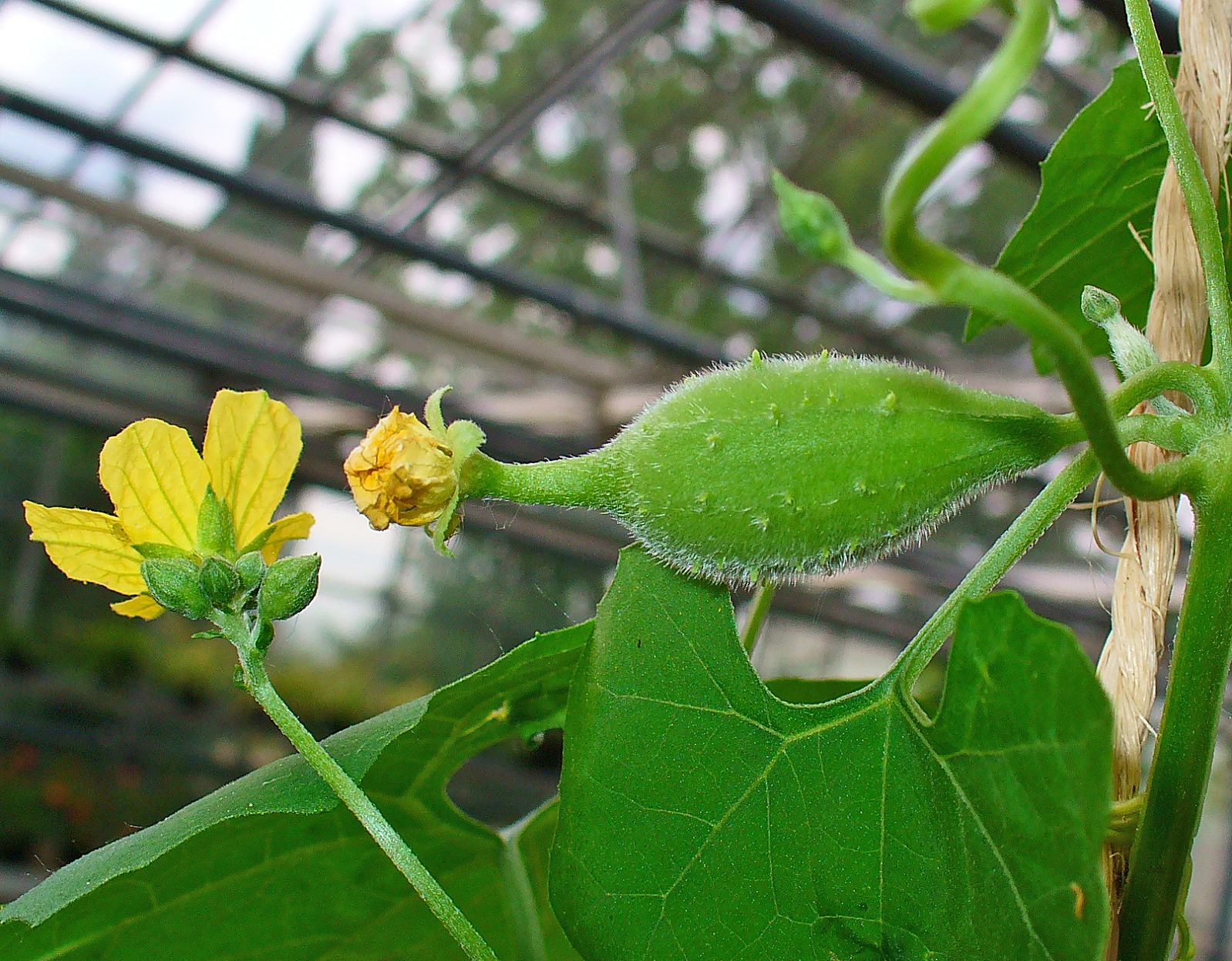
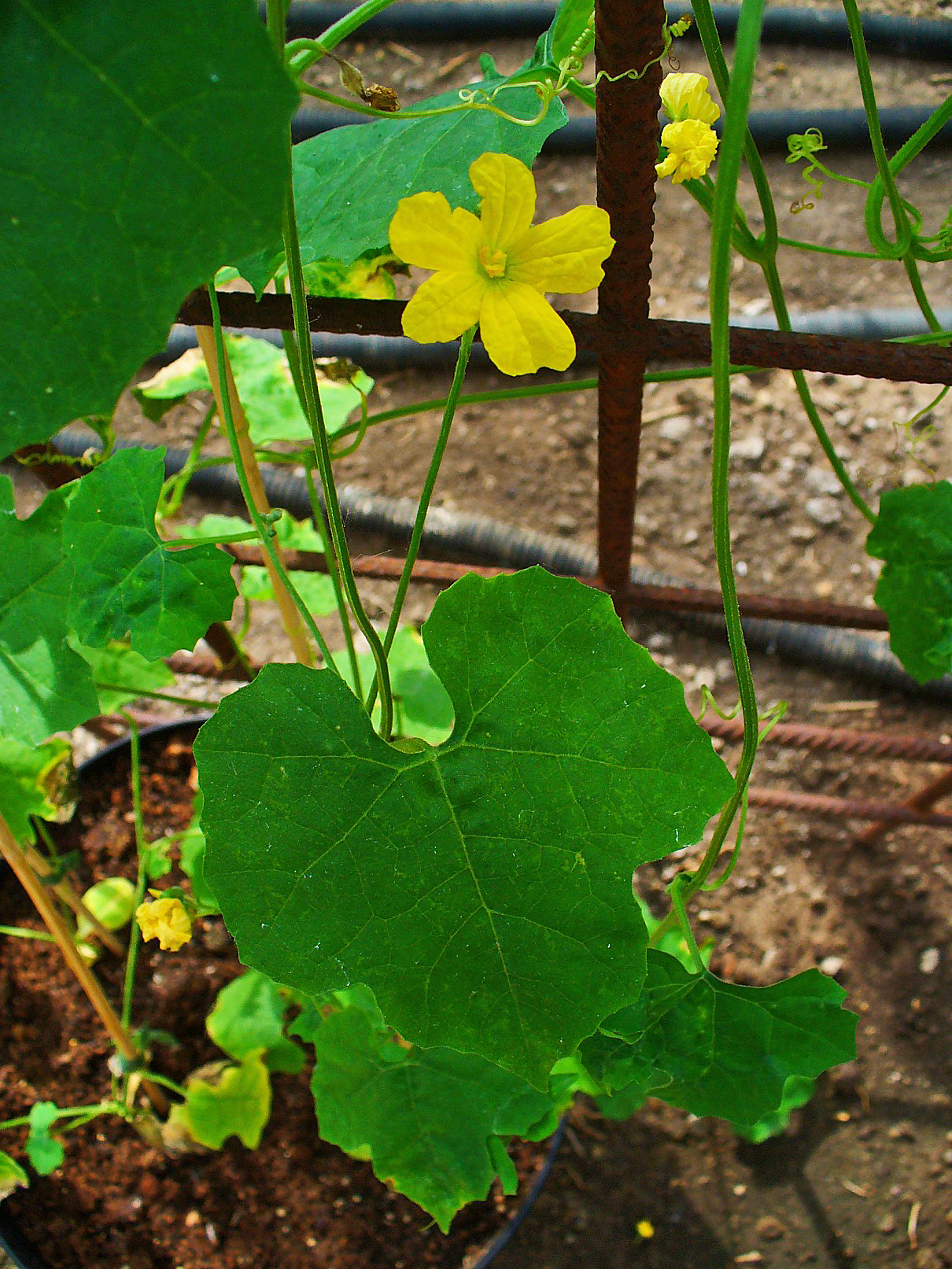
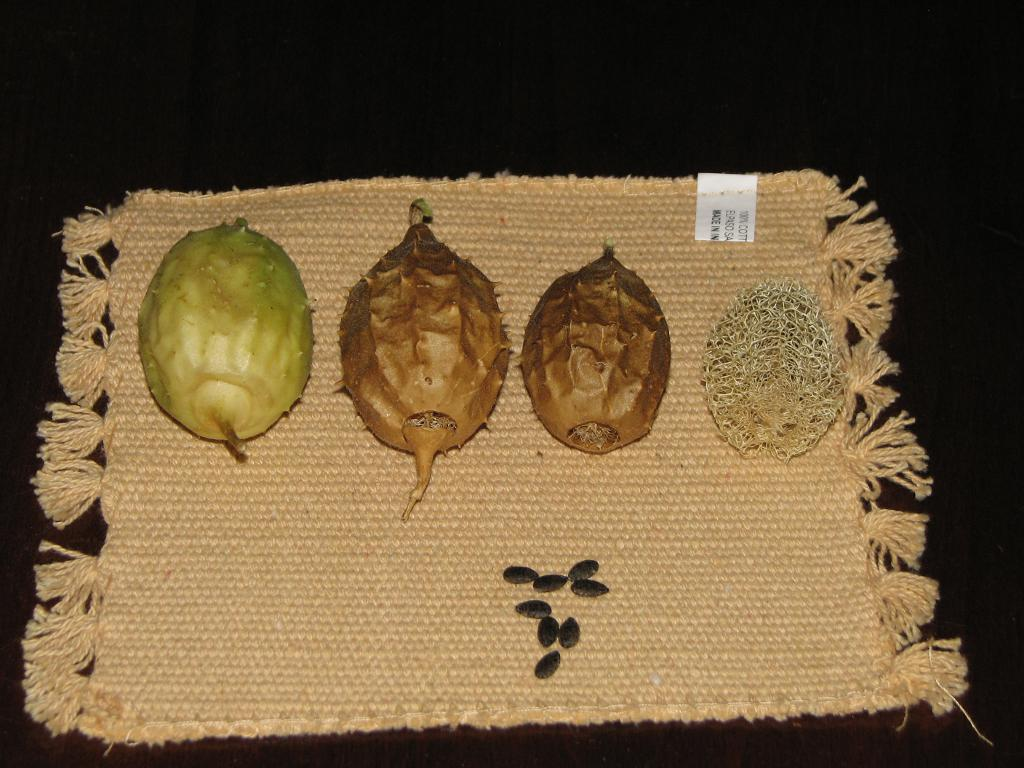
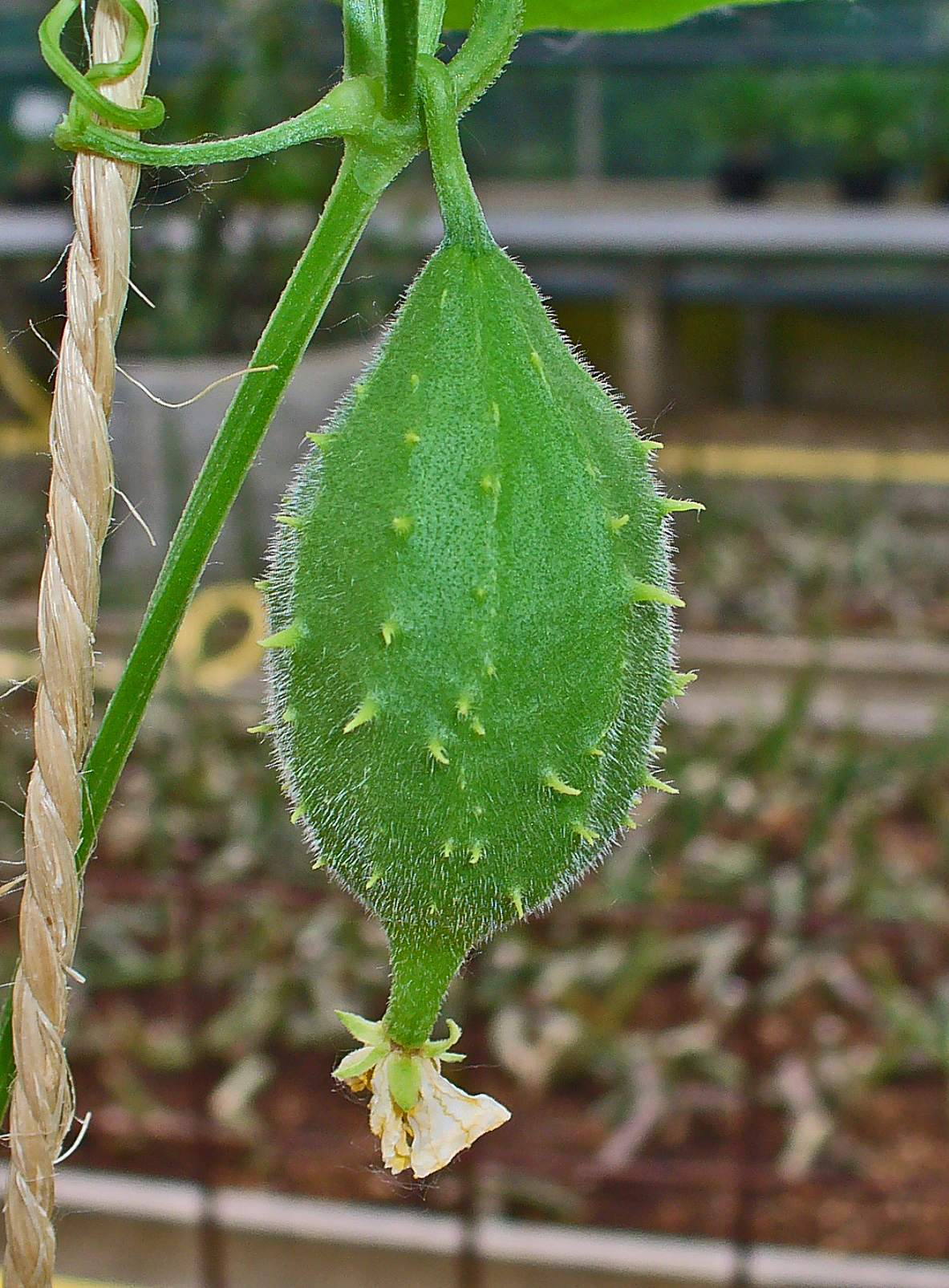